# Editorial de 26 de abril
O Editorial de 26 de abril foi um artigo de primeira página publicado no Diário do Povo em 26 de abril de 1989, durante os protestos da Praça da Paz Celestial. O editorial efetivamente definiu o movimento estudantil como uma revolta antipartidária desestabilizadora que deveria ser combatida resolutamente em todos os níveis da sociedade. Como o primeiro documento oficial da alta liderança sobre o crescente movimento, foi amplamente interpretado como tendo comunicado a posição de tolerância zero do partido aos manifestantes estudantis e seus simpatizantes.
O conteúdo do editorial foi derivado de uma reunião do Comitê Permanente do Politburo (PSC) durante o 13º Politburo do Partido Comunista Chinês (PCC) na residência de Deng Xiaoping na manhã de 25 de abril. Durante a reunião, o PSC chegou ao consenso geral de que os estudantes pretendiam derrubar o regime comunista e estavam sendo fortemente influenciados por movimentos anticomunistas semelhantes no Leste Europeu. Como tal, ameaçou a sobrevivência da liderança sênior existente, o PCC e o próprio sistema político. Vice-chefe de propaganda Zeng Jianhui escreveu o rascunho, enquanto Hu Qili e Li Peng serviram como editores. Na noite de 25 de abril, o editorial final pôde ser ouvido em emissoras nacionais de rádio e televisão.
O editorial enfureceu os manifestantes estudantis, ampliou o abismo entre os estudantes e a liderança do PCC e emergiu como um ponto de discórdia para o resto do movimento. Os estudantes protestaram em grande número no dia 27 de abril e, a partir daí, pediram continuamente que o editorial fosse retirado. Dentro da liderança do partido, Zhao Ziyang defendeu que o editorial fosse "atenuado" ou rescindido, mas enfrentou oposição significativa e não teve sucesso.

## Conteúdo
Intitulado "We Must Take a Clear-cut Against Disturbances", o editorial começa por se dirigir a toda a população da China, reconhecendo as suas diversas expressões de pesar. Referindo-se especificamente à necessidade de "transformar o luto em força", o editorial sugere que a pungente da morte de Hu Yaobang reafirma a importância de defender as quatro modernizações. Realizadas por "um número extremamente pequeno de pessoas", as respostas subversivas, que o editorial descreve como denúncias verbais do PCC, são um exemplo de "fenômenos anormais" a serem tratados rapidamente.
Com foco nos estudantes, o editorial faz referência à sua assembleia na Praça da Paz Celestial em 22 de abril em um esforço para participar do memorial oficial de Hu. O PCC, reconhecendo que o estado de luto cria estudantes "emocionalmente agitados", demonstrou "tolerância e contenção" em relação a este encontro, e o memorial foi autorizado a prosseguir sem dificuldade. O problema fundamental, segundo o editorial, é que "um número extremamente reduzido de pessoas com propósitos ulteriores" se aproveitou de estudantes, professores e até trabalhadores para promover uma mensagem "reacionária" contra a direção do partido. O editorial descreve esse pequeno grupo de pessoas como não enlutando, mas executando uma "conspiração planejada" para "mergulhar todo o país no caos e na sabotagem", a fim de "negar a liderança do PCC e do sistema socialista".  Essa acusação declara ações como a disseminação de boatos, o uso de cartazes e a formação de sindicatos como completamente prejudiciais ao futuro da nação.  Para colocar isso em perspectiva, o editorial sugere que o comportamento "reacionário" poderia potencialmente reverter o progresso econômico feito pelo programa de reforma e abertura de Deng Xiaoping. Segundo o editorial, isso coloca em risco as iniciativas existentes para controlar preços, eliminar a corrupção e assumir a reforma política.
O editorial, portanto, pede à população que ajude a estabilizar o status quo político, recusando-se a participar de quaisquer distúrbios. Sindicatos ilegais, boatos e "desfiles e manifestações ilegais" são apresentados não apenas como violações contra o Estado, mas também contra o direito de um estudante de estudar. O editorial termina aludindo a um acordo geral entre os estudantes e o Partido para eliminar a corrupção e promover a democracia, enfatizando a necessidade de acabar com os distúrbios para que a China avance.